# Phyllonorycter coryli
The Nut Leaf Blister Moth (Phyllonorycter coryli) là một loài bướm đêm thuộc họ Gracillariidae. It is found hầu hết châu Âu, ngoại trừ bán đảo Balkan.
Sải cánh dài 7–9 mm.

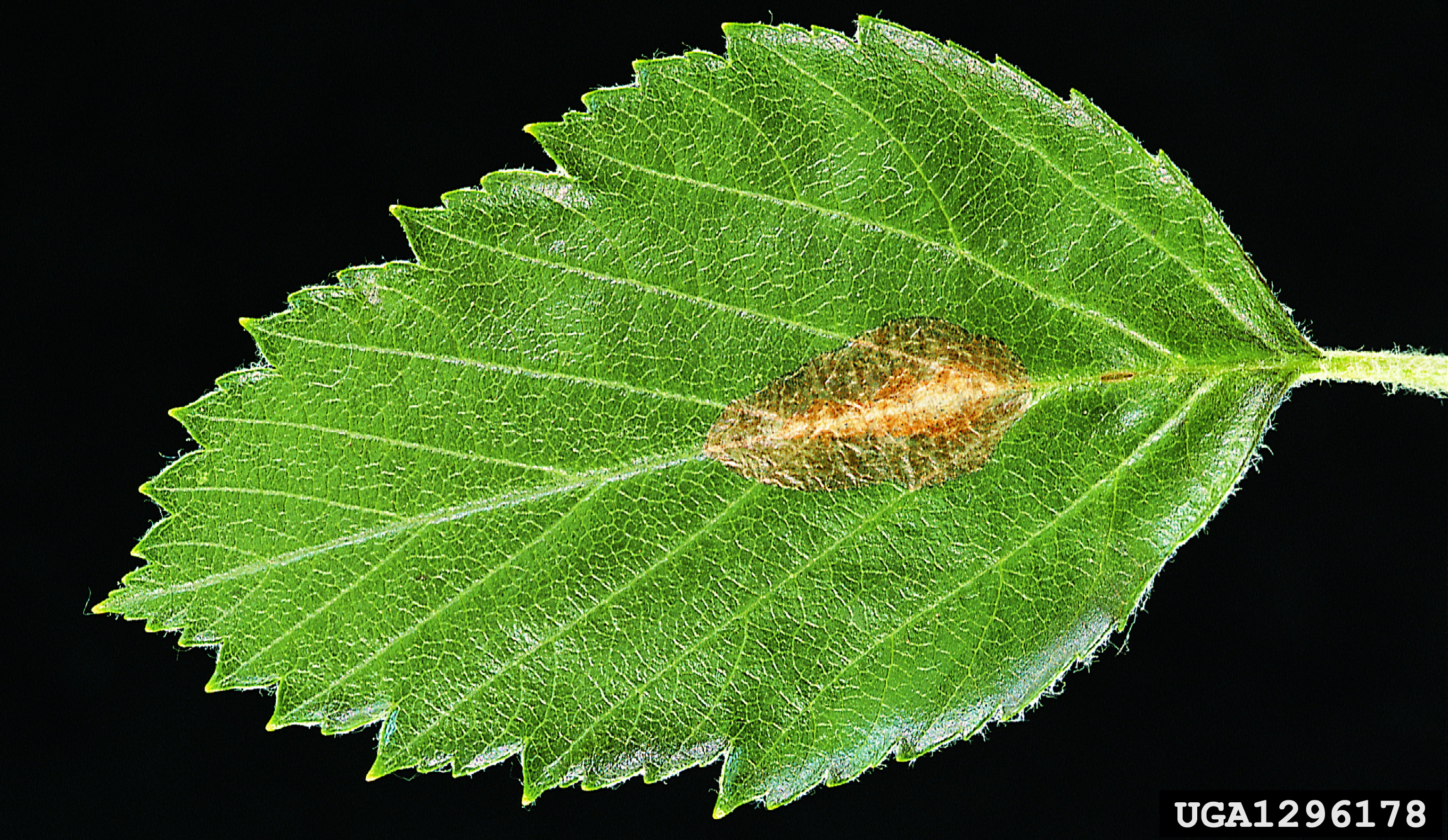
Damage

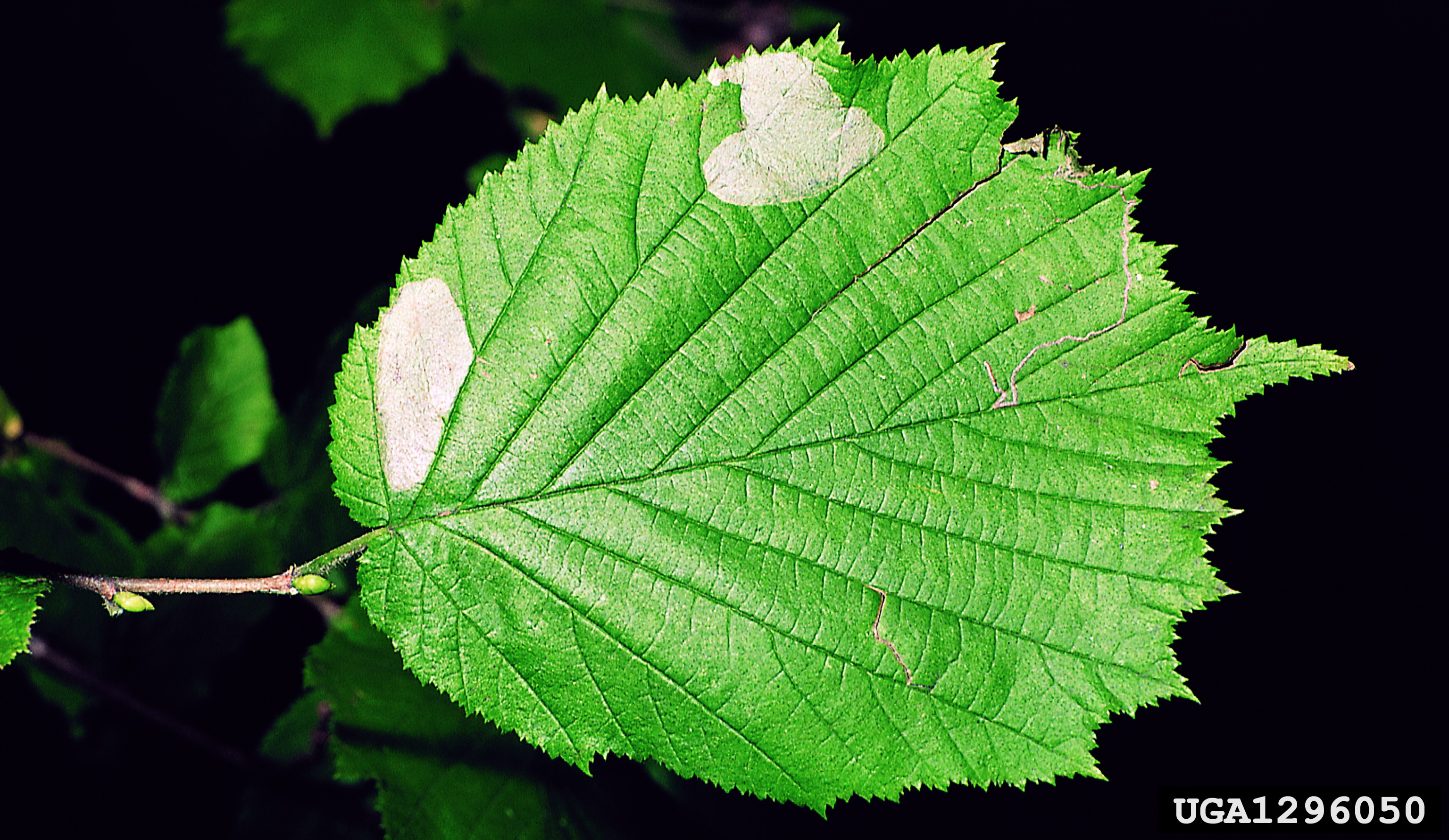
Damage

Ấu trùng ăn Corylus avellana, Corylus colurna, Corylus maxima và Ostrya carpinifolia. Chúng ăn lá nơi chúng làm tổ.